# Taeniotes affinis
Taeniotes affinis là một loài bọ cánh cứng trong họ Cerambycidae.